# Sadamichi Hirasawa

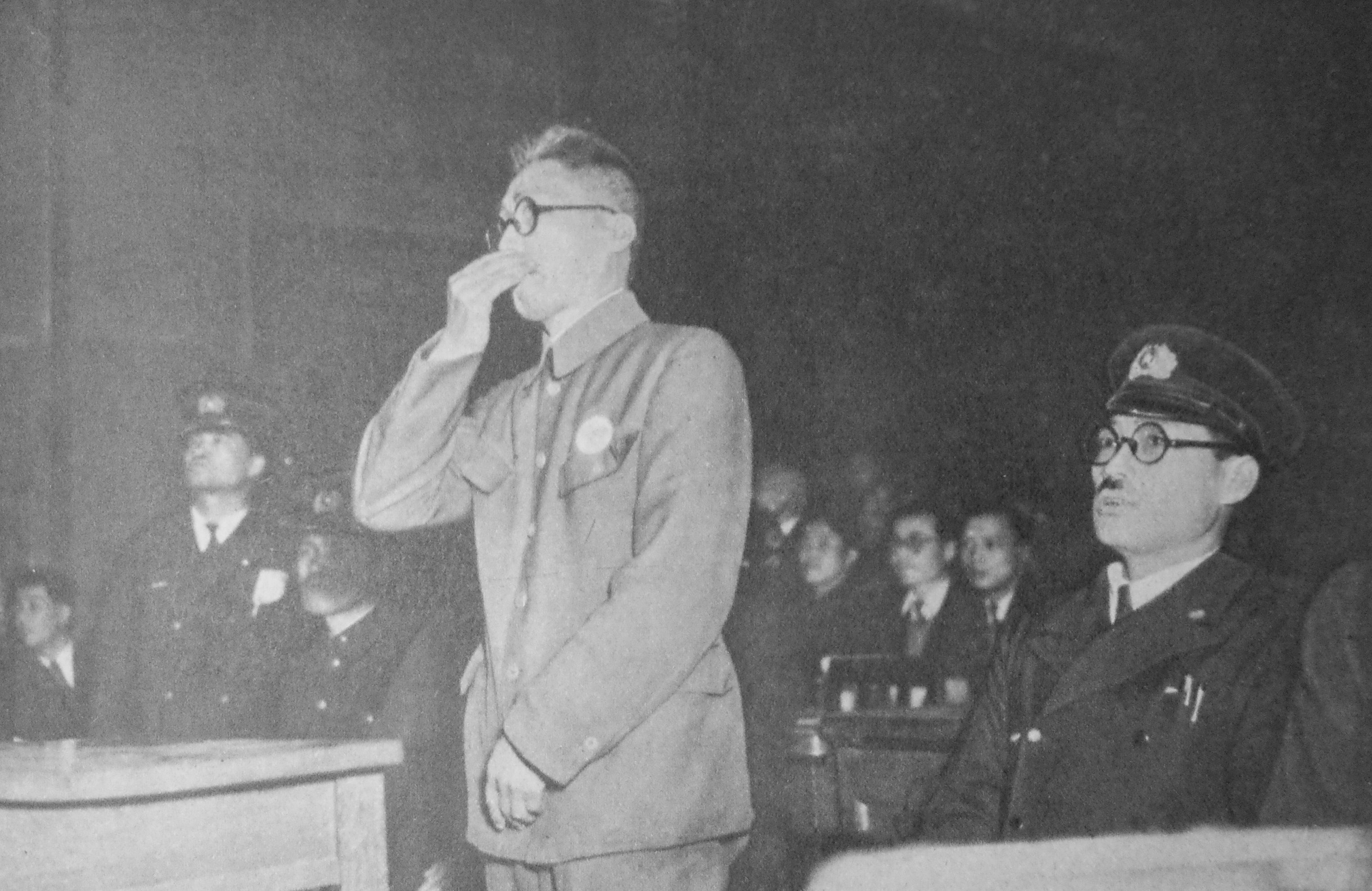
Sadamichi Hirasawa lors de son premier procès.

Sadamichi Hirasawa (平沢 貞通), né le 18 février 1892 et décédé d'une pneumonie en prison à l'âge de 95 ans le 10 mai 1987, est un peintre de tempera japonais qui fut reconnu coupable d'empoisonnement de masse et condamné à la peine de mort. Il est cependant possible qu'il s'agisse d'une erreur judiciaire et aucun ministre de la Justice n'a jamais signé son arrêt de mort,.

## L'affaire Teigin

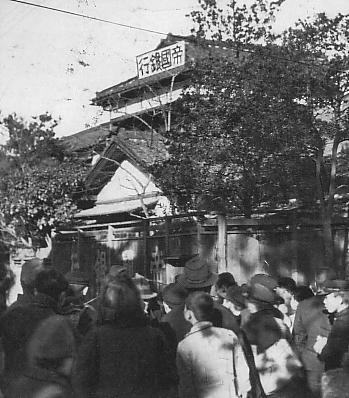
Site de l'incident de la banque Teikoku.

Le 26 janvier 1948, un homme se prétendant épidémiologiste arrive dans une filiale de la banque Teikoku (alias Teigin) à Shiinamachi dans l'arrondissement spécial de Toshima à Tokyo, juste avant la fermeture. Il explique être un fonctionnaire de la santé publique envoyé par les autorités d'occupation américaines afin de vacciner le personnel contre une récente épidémie de dysenterie. Il donne aux seize personnes présentes un comprimé et quelques gouttes de liquide. Les personnes boivent ce liquide qui est en fait une solution au cyanure. Lorsqu'elles sont toutes touchées d'incapacité, le faux épidémiologiste ramasse tout l'argent qu'il trouve, une somme estimée à 160 000 yen (environ 1 200 euros d'aujourd'hui). Dix des victimes meurent sur place (dont l'une est l'enfant d'un employé) et les deux autres meurent à l'hôpital.

## Arrestation et procès
Hirasawa est arrêté par la police à cause de l'habitude au Japon d'échanger les cartes de visite. Il y eut deux autres cas de cambriolages de banques, dont l'un avait échoué, très similaires car usant de poison dans les semaines et mois précédant celui-ci. Dans chacun des cas, l'empoisonneur, un homme seul, avait laissé une carte de visite. Il avait utilisé une carte appartenant à un certain « Jiro Yamaguchi » dans l'un des vols, il fut plus tard trouvé que ce Yamaguchi n'existait pas, la carte était fausse. Dans l'autre cas, cependant, il déposa une vraie carte appartenant à Shigeru Matsui (du ministère de la Santé et des Affaires sociales, département de prévention des maladies). Celui-ci avait un alibi. Il dit à la police avoir échangé des cartes avec 593 personnes différentes, mais seules 100 étaient du type utilisé dans le cambriolage dont 8 étaient encore en sa possession. Matsui avait l'habitude de noter la date et le lieu de l'échange des cartes de visite au dos de celle qu'il recevait et la police se lança sur les traces des 92 restantes. 62 furent retrouvées et leurs propriétaires innocentés, et 22 autres furent considérés comme n'ayant rien à voir avec l'affaire. L'une des 8 cartes restantes avait été reçue par l'artiste Sadamichi Hirasawa. La police procéda à son arrestation pour les faits suivants : 
1. Il ne put retrouver la carte donnée par Matsui et prétendait l'avoir perdue quand un voleur lui avait volé son portefeuille.
2. Une somme d'argent similaire à celle volée dans la banque fut retrouvée en possession de Hirasawa et il refusa d'en divulguer l'origine. La provenance de cet argent reste encore inconnue aujourd'hui (certaines personnes, comme le romancier policier Seichō Matsumoto, suggèrent que Hirasawa l'avait reçue en échange de dessins shunga (images pornographiques), une activité secondaire dont la révélation aurait pu gravement porter préjudice à la réputation d'artiste de Hirasawa).
3. Son alibi était invérifiable. Il prétendait avoir fait une promenade dans les environs de la scène du crime.
4. Il fut reconnu comme l'empoisonneur par plusieurs témoins (mais seulement par deux survivants au poison des autres affaires précédentes et à partir d'un portrait-robot éloigné).
5. Il avoua être impliqué dans quatre fraudes bancaires (ce qu'il rétracta en même temps que sa précédente confession)

Hirasawa est arrêté le 21 août 1948. Après un interrogatoire de la police, avec un possible usage de la torture, Hirasawa avoue, mais se rétracte juste après. Sa défense contre ces aveux est fondée sur une folie partielle, prétendant être atteint du syndrome de Korsakoff (à la suite d'une inoculation de la rage) et que sa confession n'était pas sérieuse. La Cour de justice n'accepte cependant pas ces explications et condamne Hirasawa à la peine de mort en 1950. Jusqu'en 1949, des aveux étaient considérés comme une preuve solide, même si la police avait pu torturer la personne pour les obtenir. La Cour suprême du Japon confirme la sentence en 1955. Les avocats de la défense essayent alors de la révoquer et déposent 18 demandes pour un nouveau procès au cours des années suivantes.

## Doute sur le verdict de culpabilité

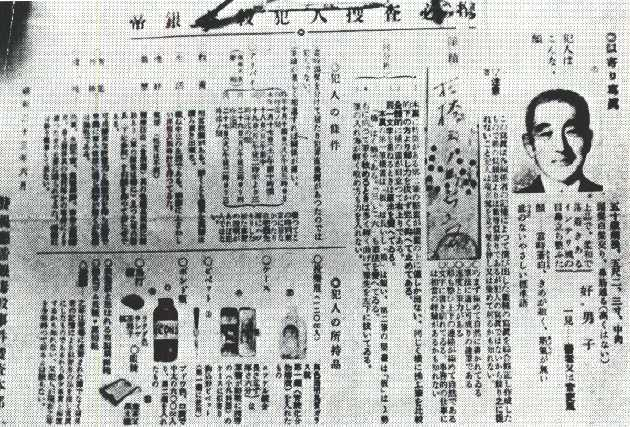
La police japonaise avait réalisé un portrait-robot de l'empoisonneur, mais son visage ne ressemble clairement pas à celui de Hirasawa.

Hirasawa fut condamné à mort mais il n'existe aucune preuve formelle de sa culpabilité. De plus, bien que 40 employés aient assisté aux crimes, seuls deux l'ont identifié comme l'empoisonneur. Seichō Matsumoto présume que le vrai coupable est l'unité 731 dans ses livres Histoire de l'incident de la banque Teikoku de 1959 et Le brouillard noir du Japon de 1960. Il suspecte également l'« argent d'origine inconnue » de provenir de la vente de dessins pornographiques. Kei Kumai conteste cependant l'innocence de Hirasawa avec son film La longue mort de 1964.
Les ministres japonais de la Justice successifs n'ont jamais signé son arrêt de mort et l'exécution n'a donc jamais eu lieu. Même Isaji Tanaka, qui avait annoncé à la presse le 13 octobre 1967 avoir signé celle de 23 autres prisonniers, n'a pas signé celle de Hirasawa, déclarant qu'il doutait de sa culpabilité.
Le poison a été considéré comme du cyanure de potassium pendant le procès. L'une des raisons données pour le doute de la culpabilité de Hirasawa est que les syndromes des victimes sont clairement différents de ceux d'un empoisonnent au cyanure de potassium, qui provoque une mort rapide. Une enquête contemporaine menées par l'université Keiō prétend que le vrai poison était de la cyanohydrine d'acétone, une substance utilisée par l'armée et conçue délibérément pour être à action lente, un produit que Hirasawa ne pouvait pas se procurer.

## Mort en prison
Hirasawa reste en prison en tant que criminel condamné pendant 32 ans. Il passe son temps à peindre et réalise son autobiographie intitulée Ma volonté : L'affaire de la banque Teikoku (遺書 帝銀事件).
En 1981, Makoto Endo devient le chef des avocats de Hirasawa. À côté de ce dossier, il s'implique dans d'autres procès controversés comme celui de Norio Nagayama. La défense affirme que la condamnation à mort prend prescription en 1985. La peine de mort a effectivement un statut de limitation de 30 ans selon le code pénal japonais, et Endo demande la libération de Hirasawa. Néanmoins, la Cour japonaise rejette l'argument de prescription sous prétexte que cette loi ne s'applique en l'espèce que dans les cas où un prisonnier du couloir de la mort s'évade et reste fugitif pendant 30 ans. Les juges de la Cour déclarent de plus que ce délai commence le jour où le ministre de la Justice signe l'arrêt de mort. Sa santé se détériore en 1987. Le 30 avril 1987, Amnesty International pétitionne auprès du gouvernement japonais pour le relâcher. Il meurt à l'hôpital de la prison d'une pneumonie le 10 mai 1987 à l'âge de 95 ans.

## Après sa mort
Même après la mort de Hirasawa, son fils adoptif, Takehiko Hirasawa, essaye de laver son nom. Il soumet une 19e demande pour un nouveau procès. Son trouble mental est également prouvé. Depuis 2008, ses avocats soumettent de nouvelles preuves pour tenter de prouver son innocence.

## Dans la culture populaire
Le roman de 2009 Tokyo, ville occupée de l'auteur anglais David Peace, qui a longtemps résidé au Japon, est fondé sur l'histoire de Hirasawa.